# The Circus (Take-That-Album)
The Circus ist das fünfte Studioalbum der britischen Popband Take That. Es erschien am 1. Dezember 2008 bei Polydor.

## Hintergrund
John Shanks produzierte die Platte in London. The Circus wurde in Großbritannien am selben Tag veröffentlicht, in Deutschland einen Tag später als Circus von Britney Spears. Dies war laut Aussage des Bandmanagers aber ein Zufall: die Band habe Monate am Album gearbeitet und der Titel sollte daher nicht geändert werden. Die Fans würden sowieso nach dem neuen Album von Britney Spears oder Take That fragen. Als erste Single wurde bereits eine Woche vorher Greatest Day ausgekoppelt, die in Großbritannien auf Platz 1 in die Charts einstieg. Die zweite Single war in Großbritannien am 2. März 2009 Up All Night, in Deutschland und anderen Ländern folgte am 20. März 2009 The Garden. Die vierte und fünfte Single wurden Said It All und Hold Up a Light. Diese beiden erschienen nach der Tournee zur Veröffentlichung des späteren Livealbums The Greatest Day – Take That Present: The Circus Live.

## Titelliste
CD (Europa)
1. The Garden (Take That) – 5:07
2. Greatest Day (Take That) – 3:59
3. Hello (Take That, Steve Robson) – 3:31
4. Said It All (Take That, Steve Robson) – 4:15
5. Julie (Take That, Steve Robson) – 3:53
6. The Circus (Take That) – 3:33
7. How Did It Come to This (Take That, Jamie Norton, Ben Mark) – 3:12
8. Up All Night (Take That, Jamie Norton, Ben Mark) – 3:24
9. What Is Love (Take That) – 3:27
10. You (Take That) – 4:12
11. Hold Up a Light (Take That, Jamie Norton, Ben Mark) – 4:27
12. Here (Take That, Olly Knights, Gail Paridjanian) – 4:27
13. She Said (Take That) – 2:33

CD (Japan) (Veröffentlichung 3. Dezember 2008)
1. The Garden (Take That) – 5:07
2. Greatest Day (Take That) – 3:59
3. Hello (Take That, Steve Robson) – 3:31
4. Said It All (Take That, Steve Robson) – 4:15
5. Julie (Take That, Steve Robson) – 3:53
6. The Circus (Take That) – 3:33
7. How Did It Come to This (Take That, Jamie Norton, Ben Mark) – 3:12
8. Up All Night (Take That, Jamie Norton, Ben Mark) – 3:24
9. What Is Love (Take That) – 3:27
10. You (Take That) – 4:12
11. Hold Up a Light (Take That, Jamie Norton, Ben Mark) – 4:27
12. Here (Take That, Olly Knights, Gail Paridjanian) – 4:27
13. She Said (Take That) – 2:33
14. Sleepwalking (Take That) – 3:14

## Rezeption

### Rezensionen
Metacritic berechnete einen Score von 64 Prozent. Digital Spy, The Sunday Times und Evening Standard vergaben je vier von fünf, The Times, AllMusic, The Guardian und Daily Mirror je drei von fünf Sternen. Yahoo! Music verlieh sieben von zehn Sternen.
BBC Music fanden: „Ein überwältigendes Album, Take That sind der erlesene Champagner des Pop, sie sprudeln vor verspielten Bläschen und reifen auf wunderbare Weise mit dem Alter.“
Der Daily Mirror schrieb: „Sie bringen eine fehlbare, menschliche Qualität in ein Album, welches ganz besonders ihre starke Verbindung mit ihren von Beginn an treuen Fans vergolden soll.“
The Sunday Times stellten fest: „The Circus wird ohne Zweifel ähnliche Verkaufszahlen einfahren, so vorwärtstreibend sind Lieder wie „The Garden“, „Greatest Day“, „Said It All“ und das scheinbar auf Amy Winehouse bezogene „How Did It Come To This“, so voll von gigantischen Refrains.“
The Times sagten: „Take Thats Rückkehr ist der Goldstandard: Der unfassbar erfolgreiche zweite Anlauf einer Band, die sich zur Aufgabe gemacht hat, ihren Vorrat an Kulanz nichtzu verschwenden.“
Dani Fromm von Laut.de fand die Musik im Vergleich mit dem Albumtitel „Zirkus“ zu ruhig. Ihr Eindruck war: „Beim Thema Zirkus stellen sich sofort allerlei farbenfrohe Assoziationen ein. Take Thats ‚The Circus‘ fährt von alldem bestenfalls die geübten Artisten auf. Auf gewagte Drahtseilakte verzichtet das blendend eingespielte Quartett allerdings völlig. […] Angesichts der auf der letzten DVD zelebrierten Selbstironie hätte ich mich über das eine oder andere Augenzwinkern oder hie und da einen kleinen Abstecher in dem eigenen Genre fremde Gefilde dennoch gefreut. Davon vernimmt der geneigte Zuschauer nichts. […] Sachtes Piano, sachte Akustikgitarre, sachtes Hintergrundgewaber, sachter Gesang. […] Bläser samt Tuba (!) und oszillierende Streicher bereichern das Instrumentarium. Wohl dosiert eingesetzt erzielt das Üppigkeit, ohne überfrachtet zu erscheinen. Schöne Melodien fahren die Herren Barlow, Donald, Orange und Owen zudem auf, keine Frage. […] Davon, Porzellan zu zerschlagen, halten Take That doch wirklich mehrere Lichtjahre Distanz. […] Fans werden der Aufforderung ‚Hold Up A Light‘ unter Garantie Folge leisten. Durchgehend herrscht Feuerzeug-Alarm. Wer weiß? Vielleicht kommt damit letztlich doch Licht ins Dunkel des Mysteriums, warum man den schmissigsten Song von allen schamhaft als hidden track verbuddelt.“

### Chartplatzierungen
| ChartsChartplatzierungen     | Höchstplatzierung | Wochen |
| ---------------------------- | ----------------- | ------ |
| Deutschland (GfK)            | 14 (13 Wo.)       | 13     |
| Österreich (Ö3)              | 42 (6 Wo.)        | 6      |
| Schweiz (IFPI)               | 22 (13 Wo.)       | 13     |
| Vereinigtes Königreich (OCC) | 1 (73 Wo.)        | 73     |

| ChartsJahrescharts (2008)    | Platzierung |
| ---------------------------- | ----------- |
| Vereinigtes Königreich (OCC) | 2           |

| ChartsJahrescharts (2009)    | Platzierung |
| ---------------------------- | ----------- |
| Vereinigtes Königreich (OCC) | 13          |

### Auszeichnungen für Musikverkäufe
| Land/Region                  | Auszeichnungen für Musikverkäufe (Land/Region, Auszeichnung, Verkäufe) | Verkäufe  |
| ---------------------------- | ---------------------------------------------------------------------- | --------- |
| Dänemark (IFPI)              | Gold                                                                   | 10.000    |
| Europa (IFPI)                | 2× Platin                                                              | 2.000.000 |
| Irland (IRMA)                | 8× Platin                                                              | 120.000   |
| Vereinigtes Königreich (BPI) | 7× Platin                                                              | 2.100.000 |
| Insgesamt                    | 1× Gold · 17× Platin ·                                                 | 2.230.000 |